# Louis-Pierre de La Marck
Louis-Pierre, hrabia de La Marck (ur. ?, zm. ?) – francuski dyplomata i duchowny.
Miał być, według plotek, synem kardynała von Fürstenberga. Początkowo opat Saint-Germain-des-Prés, następnie oficer w armii francuskiej, w której doszedł do rangi generała-pułkownika. 
Francuski dyplomata w  Beieren w Południowych Niderlandach w latach 1711-1712. Był w Antwerpii, gdzie w roku 1715 ustalano kwestie tzw. "bariery" (Barrière) zbrojnej granicy między Francją a Holandią.
W latach 1717–1719 francuski poseł nadzwyczajny w Szwecji. 

## Literatura
- Bély, Espions et ambassadeurs; Repertorium, II